# Strafarbejde
Strafarbejde er en sanktion, der dækker over forskelligt ikke-lønnet arbejde, der kan idømmes en person, der har begået et strafbart forhold.
I Danmark ophørte man med strafarbejde ved indførslen af den nye straffelov i 1930. Indtil kunne kriminelle idømmes straf i enten et tugthus eller et forbedringshus. Mellem 1866 og 1930 blev en række forbrydelser straffet med strafarbejde: Majestætsfornærmelse idømtes strafarbejde indtil 8 år, fuldbyrdet voldtægt idømtes livsstraf eller mindst 4 års strafarbejde, større tyveri idømtes strafarbejde indtil 8 år, og røveri idømtes strafarbejde indtil 10 år.